# ويست يونيفرسيتي بلايس (تكساس)
ويست يونيفرسيتي بلايس (بالإنجليزية: West University Place)‏ هي مدينة أمريكية تقع في ولاية تكساس.تبلغ مساحة هذه المدينة 5.2 (كم²)،ويبلغ عدد سكانها 14787 نسمة حسب إحصاء سنة 2010 م.

## التركيبة السكانية
حدّد مكتب تعداد الولايات المتحدة بيانات التركيبة السكانية لويست يونيفرسيتي بلايس في تعداد الولايات المتحدة. في ما يلي، التركيبة السكانية حسب تعدادي 2000 و2010.

### تعداد عام 2000
بلغ عدد سكان ويست يونيفرسيتي بلايس 14,211 نسمة بحسب تعداد عام 2000، وبلغ عدد الأسر 5,286 أسرة وعدد العائلات 4,059 عائلة مقيمة في المدينة. في حين سجلت الكثافة السكانية 2,738.2 نسمة لكل كيلومتر مربع (7,091.9/ميل2). وبلغ عدد الوحدات السكنية 5,543 وحدة بمتوسط كثافة قدره 1,068 لكل كيلومتر مربع (2,766.1/ميل2).
وتوزع التركيب العرقي للمدينة بنسبة 92.37% من البيض و0.50% من الأمريكيين الأفارقة و0.07% من الأمريكيين الأصليين و4.74% من الأمريكيين ذوي الأصول الآسيوية و0.02% من سكان جزر المحيط الهادئ و0.90% من الأعراق الأخرى و1.41% من عرقين مختلطين أو أكثر و4.72% من الهسبانيون أو اللاتينيون من أي عرق.
بلغ عدد الأسر 5,286 أسرة كانت نسبة 43.5% منها لديها أطفال تحت سن الثامنة عشر تعيش معهم، وبلغت نسبة الأزواج القاطنين مع بعضهم البعض 69% من أصل المجموع الكلي للأسر، ونسبة 6% من الأسر كان لديها معيلات من الإناث دون وجود شريك، بينما كانت نسبة 1.8% من الأسر لديها معيلون من الذكور دون وجود شريكة وكانت نسبة 23.2% من غير العائلات. تألفت نسبة 19.4% من أصل جميع الأسر من عدة أفراد يعيشون في نفس المنزل ونسبة 6.6% كانت تتألف من شخص يعيش بمفرده يبلغ من العمر 65 عاماً أو أكثر. وبلغ متوسط حجم الأسرة المعيشية 2.69، أما متوسط حجم العائلات فبلغ 3.11.
بلغ العمر الوسطي للسكان 39.3 عاماً. وكانت نسبة 29.8% من القاطنين تحت سن الثامنة عشر، وكانت نسبة 2.9% بين الثامنة عشر والرابعة والعشرين عاماً، ونسبة 29.8% كانت واقعةً في الفئة العمرية ما بين الخامسة والعشرين والرابعة والأربعين عاماً، ونسبة 29.9% كانت ما بين الخامسة والأربعين والرابعة والستين، ونسبة 7.5% كانت ضمن فئة الخامسة والستين عاماً فما فوق. يوجد لكل 100 أنثى 95.5 ذكر، ويوجد لكل 100 أنثى في الثامنة عشر من عمرها فما فوق 90.6 ذكر.
بلغ متوسط دخل الأسرة في المدينة 130,721 دولارًا، أما متوسط دخل العائلة فبلغ 157,312 دولارًا. وكان متوسط دخل الذكور 100,001 دولارًا مقابل 65,739 دولارًا للإناث. وسجل دخل الفرد الخاص بالمدينة 69,674 دولارًا. وكانت نسبة 0.9% من العائلات ونسبة 1.7% من السكان تحت خط الفقر، وكان من هؤلاء نسبة 1.2% تحت سن الثامنة عشر ونسبة 2% في الخامسة والستين من العمر وما فوق.

### تعداد عام 2010
بلغ عدد سكان ويست يونيفرسيتي بلايس 14,787 نسمة بحسب تعداد عام 2010، وبلغ عدد الأسر 5,260 أسرة وعدد العائلات 4,264 عائلة مقيمة في المدينة. في حين سجلت الكثافة السكانية 2,849.1 نسمة لكل كيلومتر مربع (7,379.1/ميل2). وبلغ عدد الوحدات السكنية 5,548 وحدة بمتوسط كثافة قدره 1,069 لكل كيلومتر مربع (2,768.7/ميل2).
وتوزع التركيب العرقي للمدينة بنسبة 87.48% من البيض و0.80% من الأمريكيين الأفارقة و0.19% من الأمريكيين الأصليين و8.42% من الأمريكيين ذوي الأصول الآسيوية و0.95% من الأعراق الأخرى و2.16% من عرقين مختلطين أو أكثر و6.95% من الهسبانيون أو اللاتينيون من أي عرق.
بلغ عدد الأسر 5,260 أسرة كانت نسبة 45.1% منها لديها أطفال تحت سن الثامنة عشر تعيش معهم، وبلغت نسبة الأزواج القاطنين مع بعضهم البعض 74.1% من أصل المجموع الكلي للأسر، ونسبة 5.2% من الأسر كان لديها معيلات من الإناث دون وجود شريك، بينما كانت نسبة 1.7% من الأسر لديها معيلون من الذكور دون وجود شريكة وكانت نسبة 18.9% من غير العائلات. تألفت نسبة 15.9% من أصل جميع الأسر من عدة أفراد يعيشون في نفس المنزل ونسبة 5.3% كانت تتألف من شخص يعيش بمفرده يبلغ من العمر 65 عاماً أو أكثر. وبلغ متوسط حجم الأسرة المعيشية 2.81، أما متوسط حجم العائلات فبلغ 3.17.
بلغ العمر الوسطي للسكان 41.4 عاماً. وكانت نسبة 30.6% من القاطنين تحت سن الثامنة عشر، وكانت نسبة 3.4% بين الثامنة عشر والرابعة والعشرين عاماً، ونسبة 22.1% كانت واقعةً في الفئة العمرية ما بين الخامسة والعشرين والرابعة والأربعين عاماً، ونسبة 34.1% كانت ما بين الخامسة والأربعين والرابعة والستين، ونسبة 9.8% كانت ضمن فئة الخامسة والستين عاماً فما فوق. وتوزع التركيب الجنسي للسكان بنسبة 49.2% ذكور و50.8% إناث.

## توأمة
لويست يونيفرسيتي بلايس (تكساس) اتفاقيات توأمة مع:
- سانتس